# Alyssum strigosum
Alyssum strigosum (у т. ч. Alyssum parviflorum Fisch. ex M.Bieb.) — вид квіткових рослин родини капустяних (Brassicaceae).

## Біоморфологічна характеристика
Однорічник, до 25 см. Листки зворотно-ланцетні чи зворотно-яйцювато-лопатчаті, збільшуються в розмірах догори. Китиці 2–10 см. Пелюстки поступово звужуються, цілі чи вирізані чи дволопатеві, 2–3 × 0.4–0.9 мм. Плоди волосаті. Насіннєве крило 0.2–0.3 мм ушир.

## Поширення
Росте на півдні Європи й на заході Азії.
В Україні росте на кам'янистих і сухих схилах — у Криму.